# مؤشر مدرج

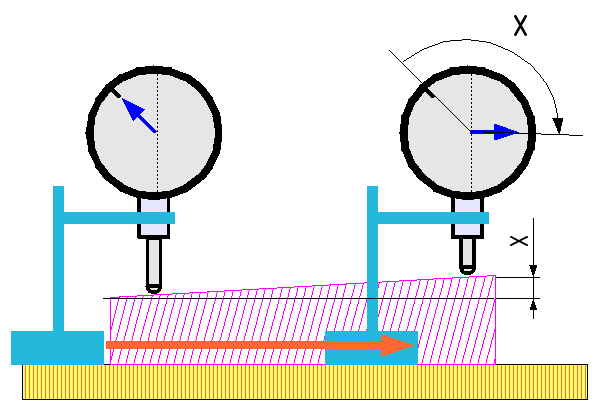
طريقة عمل المؤشر المدرج

المؤشر المدرج (Dial indicator) هو نوع من الأدوات المستخدمة لقياس بدقة المسافات الخطية الصغيرة، وتستخدم في كثير من الأحيان في العمليات الصناعية والآلية. يستطيع المؤشر المدرج قياس المسافات القصيرة حتى فروق تبلغ عدة ميكرومترات.